# الكسندر كامبل بوتكن
الكسندر كامبل بوتكن هو محامي وسياسي أمريكي، ولد في 13 أكتوبر 1842 في ماديسون في الولايات المتحدة، وتوفي في 1 نوفمبر 1905 في واشنطن العاصمة في الولايات المتحدة. نشط حزبياً في الحزب الجمهوري. وقد انتخب نائب حاكم مونتانا ‏.